# Thiacloprid
Thiacloprid è un insetticida appartenente alla famiglia dei neonicotinoidi. Il suo meccanismo d'azione è analogo a quello degli altri neonicotinoidi e comporta la distruzione del sistema nervoso dell'insetto per stimolazione dei recettori nicotinici. Thiacloprid è stato sviluppato dalla Bayer CropScience per l'utilizzo in agricoltura contro parassiti quali afidi e aleirodidi.